# Inside
Inside – drugi album studyjny niemieckiej grupy rockowej Eloy, wydany w 1973 roku nakładem Harvest Records.

## Lista utworów
Opracowano na podstawie materiału źródłowego.
Wydanie LP:
Strona A
| Nr | Tytuł utworu      | Muzyka | Długość |
| -- | ----------------- | ------ | ------- |
| 1. | „Land of No Body” | Eloy   | 17:14   |
|    |                   |        | 17:14   |

Strona B
| Nr | Tytuł utworu  | Muzyka | Długość |
| -- | ------------- | ------ | ------- |
| 1. | „Inside”      | Eloy   | 6:35    |
| 2. | „Future City” | Eloy   | 5:35    |
| 3. | „Up and Down” | Eloy   | 8:23    |
|    |               |        | 20:33   |

## Twórcy
Opracowano na podstawie materiału źródłowego.
Muzycy:
- Frank Bornemann – gitara, śpiew, instrumenty perkusyjne
- Fritz Randow – perkusja, instrumenty perkusyjne, gitara akustyczna, flet
- Wolfgang Stöcker – gitara basowa
- Manfred Wieczorke – keyboardy, gitara, śpiew, instrumenty perkusyjne

Produkcja:
- Eloy – produkcja muzyczna
- Henning Rüte, Thomas Kuckuck – inżynieria dźwięku
- Roberto Patelli – oprawa graficzna